# Saaleaue bei Groß Rosenburg
Die Saaleaue bei Groß Rosenburg ist ein FFH-Gebiet in den Städten Calbe (Saale) und Barby im Salzlandkreis in Sachsen-Anhalt.

## Allgemeines
Das FFH-Gebiet ist circa 539 Hektar groß. Es überlagert sich im Nordosten mit dem EU-Vogelschutzgebiet „Mittlere Elbe einschließlich Steckby-Lödderitzer Forst“ – der Bereich ist Bestandteil des Naturschutzgebietes „Mittelelbe zwischen Mulde und Saale“ – und teilweise mit dem Landschaftsschutzgebiet „Mittlere Elbe“. Im Nordosten grenzt es an das FFH-Gebiet „Elbaue Steckby-Lödderitz“, gleichzeitig ebenfalls EU-Vogelschutzgebiet „Mittlere Elbe einschließlich Steckby-Lödderitzer Forst“ und Bestandteil des Naturschutzgebietes „Mittelelbe zwischen Mulde und Saale“. Es ist durch die Landesverordnung zur Unterschutzstellung der Natura 2000-Gebiete im Land Sachsen-Anhalt (N2000-LVO LSA) seit dem 21. Dezember 2018 rechtlich gesichert. Zuständige untere Naturschutzbehörde ist der Salzlandkreis.

## Beschreibung
Das aus drei Teilflächen bestehende FFH-Gebiet liegt südöstlich von Schönebeck (Elbe). Sein nordöstlicher Teil liegt innerhalb des Biosphärenreservats Mittelelbe als Teil des Biosphärenreservats Flusslandschaft Elbe. Es umfasst einen Abschnitt des Flusslaufes der Saale vom Wehr in Calbe (Saale) bis unterhalb Klein Rosenburg und schließt Teile der Saaleinsel in Calbe (Saale), der Saaleaue etwas östlich von Calbe (Saale) sowie bei Groß und Klein Rosenburg mit ein. Ebenfalls Bestandteil des FFH-Gebietes sind die nordwestlich von Calbe (Saale) liegenden Grizehner Teiche sowie angrenzende Bereiche.
Die weitgehend ausgebaute Saale wird abschnittsweise von einzelnen Gehölzen und kleinen Gehölzgruppen mit Arten der Weichholzaue, darunter die Silberweide als dominierende Baumart, und Hochstaudenfluren beispielsweise mit Echtem Eibisch begleitet. Problematisch ist die Ausbreitung der Stachelgurke als invasiver Neophyt. Auwälder sind als Hartholzauwälder im Hasselbusch bei Groß und Klein Rosenburg sowie am Götzhorn nordöstlich von Klein Rosenburg in Polderbereichen bzw. eingedeichten Bereichen der Flussaue ausgebildet. Die Standorte unterliegen einem hohen Qualmwasserdruck. Die Auwälder werden aus Stieleiche, Gemeiner Esche, Bergahorn, Flatter- und Feldulme aufgebaut. Teilweise ist die Rotesche als Neophyt in die Wälder eingewandert. In der Krautschicht siedeln unter anderem Behaarte Karde, Großes Hexenkraut, Meisterwurz und Rote Lichtnelke.
Das Gebiet ist Lebensraum von Biber und Fischotter. Weiterhin sind hier verschiedene Fledermausarten, darunter Mopsfledermaus, Wasserfledermaus, Großer Abendsegler, Kleiner Abendsegler, Mückenfledermaus, Rauhautfledermaus und Braunes Langohr heimisch. Im Hasselbusch ist der Mittelspecht heimisch. Weiterhin beherbergt das Gebiet Vorkommen unter anderem von Rot- und Schwarzmilan sowie Sumpfrohrsänger. Kleingewässer in der Aue bei Calbe (Saale) dienen der Rotbauchunke zur Fortpflanzung.
Die Teilfläche der Grizehner Teiche grenzt nach Osten an die Bahnstrecke Berlin–Blankenheim und wird im Westen von der Landesstraße 65 gequert. Der Auenbereich östlich von Calbe (Saale) wird nach Westen von der Bahnstrecke Magdeburg–Leipzig begrenzt. Am Hasselbusch grenzt das FFH-Gebiet an die Ortslagen von Groß und Klein Rosenburg sowie an die die beiden Orte verbindende Kreisstraße 1282.